# Palacios del Alcor

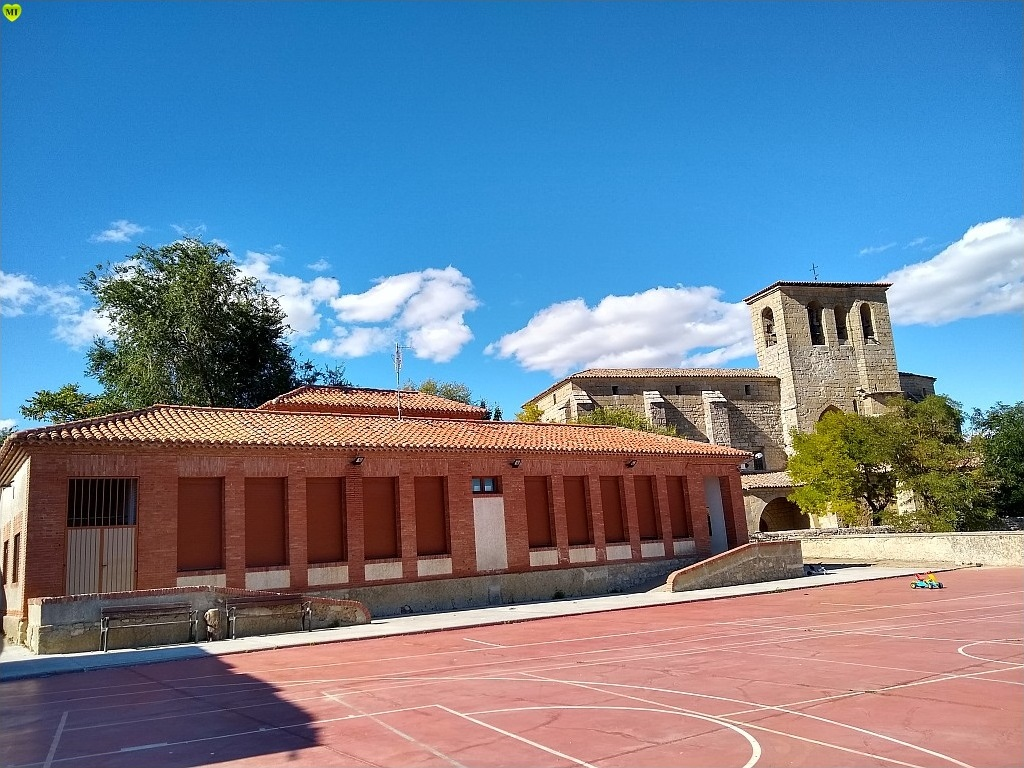
Iglesia parroquial

Palacios del Alcor es una localidad enclavada dentro del municipio de Astudillo, en la provincia de Palencia (comunidad de Castilla y León).

## Geografía
La localidad dista 7,5 km de Astudillo (capital del municipio) y 9 km de Amusco. Está situada a 830 m sobre el nivel del mar.

## Historia

### sigloXIX
Así se describe a Palacios del Alcor en la página 521 del tomo XII del Diccionario geográfico-estadístico-histórico de España y sus posesiones de Ultramar, obra impulsada por Pascual Madoz a mediados del siglo XIX:

PALACIOS DEL ALCOR

Villa con ayuntamiento en la provincia y diócesis de Palencia (4 leguas), partido judicial de Astudillo (1), audiencia territorial y capitanía general de Valladolid (12).
Situada en la punta de una colina, dando vista a 3 vallecitos angostos; pero en extremo fértiles y que hacen su terreno muy alegre y pintoresco por los muchos chopos, olmos y mimbreras que hay en uno de los valles. Su clima es templado, muy saludable, en atención a no padecerse más enfermedades que algunas calenturas intermitentes en los meses de otoño, y los vientos que le combaten más constantemente son los de S y NO.
Consta la población de 85 casas de piedra sin labrar, pero de mucha solidez y de mediana comodidad. Las calles también son estrechas, tortuosas, y muy limpias por la gran pendiente que tienen y arrebatar el agua las inmundicias cuando llueve. Hay pósito con el fondo de 45 cargas de trigo, del cual se sirven los labradores en sus apuros; una escuela de primeras letras, dotado su maestro con 7 cargas de trigo y una corta retribución que dan los padres de los alumnos, los cuales se reúnen 50 entre ambos sexos.
Para surtido del vecindario tienen una hermosa fuente en el páramo, denominada Fuente Palacios, cuyas delicadas aguas son deseadas por algunos pueblos inmediatos; además hay otros varios manantiales, los cuales dan origen a pequeños arroyos. La iglesia parroquial, bajo la advocación de Nuestra Señora de las Heras, se halla servida por un cura de provisión del diocesano y por un beneficiado patrimonial.
El término del pueblo confina por N con el de Santoyo; E Astudillo; S Valdespina, y O con los páramos de Amusco y Támara.
Todo su terreno es paramal, árido y pedregoso, a excepción de los 3 valles citados, que es fresco y sumamente fértil, hallándose también como 200 cuartas de viñedo. No se conocen otros ríos que el arroyo formado por la citada fuente y los demás manantiales del páramo, el cual se utiliza para el riego de algunas huertas y para dar impulso a un batán de los bienes de propios; este arroyo pasa por Santoyo y Astudillo, y se une al Pisuerga por el O del último pueblo.
Los caminos son locales y en mal estado, siendo en su mayor parte carreteros; la correspondencia se recibe de Astudillo tres veces a la semana.
Producciones: trigo, morcajo, avena, cebada y legumbres para el consumo; también se coge algún vino, pero no es lo suficiente; por lo cual se abastecen de los pueblos limítrofes; se cría mucho ganado lanar, y es raro el vecino que no tiene una o dos yeguas de vientre para la cría de mulas que venden a los manchegos en tiempo de ferias; hay caza de liebres, perdices, conejos y calandrias.
Industria: la agrícola y pecuaria, y las mujeres se ocupan en hilar lanas para las fábricas de bayetas de Amusco y para la de paños burdos de Astudillo, teniendo en arriendo un fabricante de este pueblo el referido batán.
El comercio está reducido a la venta de granos y corderos en Astudillo, de cuyo punto se abastecen de las cosas de consumo diario.
Población: 42 vecinos, 218 almas, según datos oficiales; y según noticias fidedignas tiene 80 de los primeros y 350 de las segundas.

Capital productivo: 108.560 reales. Imponible: 6.100. El presupuesto municipal, que asciende a 1.500 reales, se cubre con el producto de un batán, y de 40 obradas de tierra, todo perteneciente a propios.

### sigloXX
Palacios del Alcor fue municipio independiente hasta 1972. En aquel año se decretó su anexión al vecino municipio de Astudillo.

## Geografía humana

### Demografía
| Gráfica de evolución demográfica de Palacios del Alcor entre 1842 y 1970 |
| |
| Población de derecho según los censos de población del INE Población de hecho según los censos de población del INEEntre el censo de 1981 y el anterior, este municipio desaparece porque se integra en el municipio 34017 (Astudillo) |

## Fiestas
Las fiestas patronales de Palacios del Alcor se celebran coincidiendo con la festividad de San Quirico (mediados de junio).
Cabe señalar además, que durante el mes de agosto, coincidiendo con la festividad de Nuestra Señora, se celebra en dicha localidad una tradicional paellada en la que participan todos los vecinos y que es organizada por la Asociación de Vecinos y Amigos de Palacios del Alcor, en la que todo el mundo está invitado.
Durante los años 2004 y 2007 la Asociación de Vecinos y Amigos de Palacios del Alcor intentó segregarse de la localidad cabecera de municipio, Astudillo, debido a su falta de interés por la localidad,y así lograr su incorporación a la localidad vecina de Amusco, pero sendas negativas del Ayuntamiento de Astudillo y de la Junta de Castilla y León zanjaron la tentativa.
Añadir además, que en el año 2009, Palacios del Alcor fue una de las localidades de paso de la XXIV Vuelta Ciclista a Castilla y León.